# Norman F. Ness
Norman Frederick Ness (* 15. April 1933 in Springfield; † 4. Dezember 2023) war ein US-amerikanischer Geophysiker und Astrophysiker, der für die Erforschung von extraterrestrischen Magnetfeldern mit Raumsonden bekannt ist.

## Werdegang
Ness erhielt seinen Bachelorabschluss 1955 am Massachusetts Institute of Technology, wo er 1959 in Geophysik promoviert wurde. Danach war er an der University of California, Los Angeles, ab 1960 als Assistant Professor.
Ness war 1966 bis 1986 Direktor des Laboratory of Extraterrestrial Physics am Goddard Space Flight Center der NASA, wo er seit 1960 forschte und Pionierarbeit in der Entwicklung von Magnetometern zur Erforschung des interstellaren und von planetaren Magnetfeldern (sowie des Solarwindes) mit Raumsonden leistete. Er leitete entsprechende Programme zum Beispiel bei den Mariner-, Pioneer- und Voyager-Sonden. Von 1987 bis 2000 war er Direktor des Bartol Research Institute, das ab 2000 zur University of Delaware gehörte, an der er seit 1978 Professor war. 1969/70 war er Gastprofessor in Rom.
1965 erhielt er die John Adam Flemming Medal der American Geophysical Union und 1969 erhielt den Arthur S. Fleming Award. 1972 erhielt er den Space Science Award des American Institute for Aeronautics and Astronautics und mehrfach die Exceptional Scientific Achievement Medal der NASA (1965, 1981, 1986). Er ist Mitglied der National Academy of Sciences (1983) und der Accademia dei Lincei.
Er starb am 4. Dezember 2023 im Alter von 90 Jahren.